# Музей городской инженерии

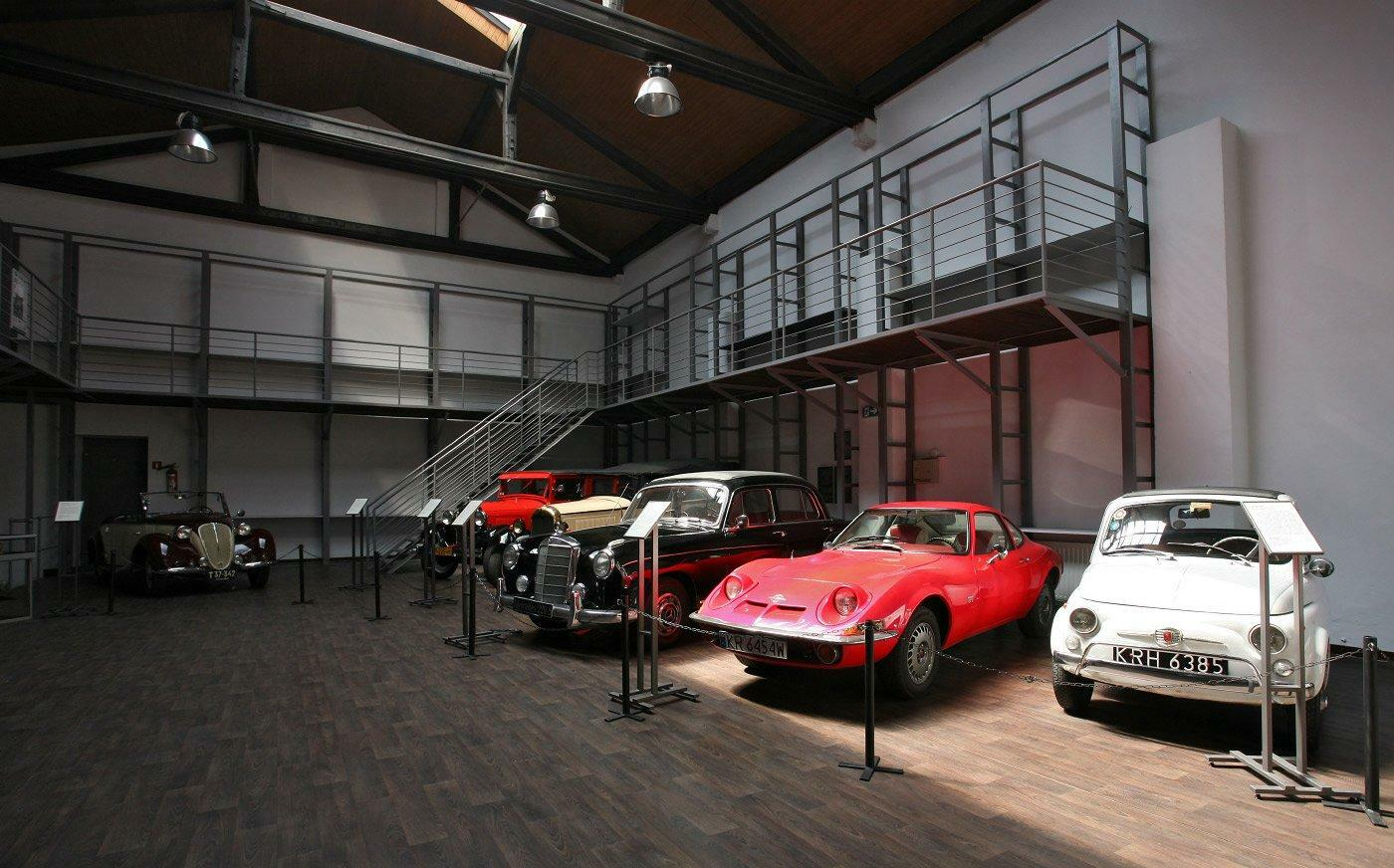
Одна из экспозиций

Музей городской инженерии (пол. Muzeum Inżynierii Miejskiej) — музей, находящийся в краковском историческом районе Казимеж на улице Святого Лаврентия, 15 в бывшем депо узкоколейного электрического трамвая. Музей демонстрирует экспонаты, связанные с развитием городского общественного транспорта, электрического, газового и коммунального хозяйства в Кракове, а также исторические технические памятники. Филиалом музея является Опытный сад.
Музей был основан в 1998 году. Кроме постоянных экспозиций в выставочном зале музей организует для школьников интерактивные выставки, связанные с техникой, физикой, химией и историей. Вместе с местными властями, Музеем польской авиации и краковским Водным парком музей реализует воспитательно-образовательную программу «Приключения со знанием».
Под руководством музея находится туристический маршрут «Краковский путь техники». Музей предоставляет одно из помещений бывшего трамвайного депо для Библиотеки польской песни.